# Йосі Баба
Йосі Баба (яп. 馬 場 よ 志; 3 червня 1907 — 4 січня 2022) — японська довгожителька, вік якої підтверджений Групою геронтологічних геронтології (GRG) та Групою LongeviQuest (LQ). На момент своєї смерті вона була 5-ю найстарішою живою людиною в Японії, а також 11-ю живою у світі. Її вік становив 114 років 215 днів, також на момент смерті вона була 87-ю найстарішою людиною у світі.

## Біографія
Йосі Баба народилася 3 червня 1907 року в Кофу, префектура Яманасі, Японія. Вона була молодшою з дев'яти братів та сестер. Її батько служив у самурайській сім'ї у палаці Кофу.
Вона закінчила середню школу Яманасі та стала вчителем початкової школи. Вона вийшла заміж за свого майбутнього чоловіка Ічіро Сона, який був учителем школи, у пари було 5 дітей.
У 1944 році, Йосі Баба переїхала в Тонеха, Мінобу-те (колишній Сімомачі), де знаходився будинок батьків її чоловіка.
Йосі Баба захоплювалася своїм захопленням і перебувала у Танка-клубі Культурного об'єднання міста, в якому вона продовжувала працювати до 90 років. Також вона була захоплена створенням мистецтва, доки їй не виповнилося 100 років.
До 103 років вона все робила сама, вона була самостійною людиною.
У 2016 році вона переїхала до будинку для людей похилого віку «Мінорі але Сато Марутаки»
У вересні 2018 року Йосі Баба була найстарішою людиною у префектурі Яманасі.
У Йосі Баби 5 дітей, 9 онуків та 17 онуків станом на 2018 рік.
Йосі Баба померла 4 січня 2022 року в Мінобу, префектура Яманасі, у віці 114 років 215 днів, а також є єдиним підтвердженим довгожителем із префектури. За збігом того ж дня померла Валентін Ліньї, яка була на момент смерті 49-ю найстарішою людиною в історії.

## Рекорди довгожителя
- 3 червня 2021 року відсвяткувала своє 114-річчя.
- У грудні 2021 року Йосі Баба увійшла до 100 найстаріших людей у світі.